# Biniam Girmay
Biniam Girmay Hailu (født 2. april 2000 i Asmara) er en cykelrytter fra Eritrea, der er på kontrakt hos Intermarché-Wanty.
Han største sejr til dato kom i marts 2022, da han vandt klassikeren Gent-Wevelgem.